# Habroveč
Habroveč je malá vesnice, část obce Vrbatův Kostelec v okrese Chrudim. Nachází se asi 2,5 km na jihozápad od Vrbatova Kostelce. V roce 2009 zde bylo evidováno 21 adres. V roce 2001 zde trvale žilo 48 obyvatel.
Habroveč leží v katastrálním území Louka u Vrbatova Kostelce o výměře 1,96 km2.